# George Wall
George Wall (Boldon Colliery, 20 febbraio 1885 – aprile 1962) è stato un calciatore inglese, di ruolo attaccante.

## Carriera

### Club
Dopo aver giocato al Barnsley, il primo aprile del 1906 si trasferisce al Manchester United in cambio di £ 175. Esordisce sei giorni dopo contro il Leyton Orient (1-0), firmando la rete che decide l'incontro. Wall gioca le rimanenti sei partite del campionato di Second Division siglando tre gol, incontri che l'United vince tutti, conquistando la promozione in prima divisione. Nella stagione seguente segna 13 reti giocando 40 sfide: tra le altre, sono importanti le marcature realizzate contro Middlesbrough (3-1, doppietta), Preston North End (3-0, doppietta) e Sheffield Wednesday (5-0, tripletta). L'annata 1907-1908 è la più prolifica per Wall, che contribuisce in modo decisivo alla vittoria del primo titolo inglese del Manchester United: segna reti importanti contro Newcastle (6-1, doppietta), Everton (4-3, doppietta), Bristol City (2-1, doppietta), Bury (1-0) e Sheffield Wednesday (4-1, doppietta). Nell'agosto del 1908 gioca il replay della Charity Shield contro il QPR (l'andata, giocata ad aprile, si conclude 1-1), segnando una delle reti nel 4-0 finale. A fine stagione vanta 23 reti in 42 presenze tra tutte le competizioni.
Wall va in doppia cifra anche nelle due stagioni seguenti: nel 1909 gioca anche tutti gli incontri di FA Cup, vinta in finale contro il Bristol City (1-0), senza mai andare in gol. In campionato si fa notare solamente contro il Leicester City (4-1, tripletta) terminando la stagione con 11 gol. Nel 1910 è decisivo contro Bradford City (1-0), Sheffield United (1-0) e Arsenal (1-0), contando 14 marcature in 33 sfide.
Dopo queste stagioni, durante le quali Wall colleziona 161 presenze e 64 reti (0,40 reti/partita), ha un calo di rendimento negli anni successivi.
Alla fine del 1911 l'United vince il suo secondo campionato inglese: l'attaccante mette a segno 6 gol in 29 presenze, rendendosi decisivo solo contro lo Sheffield Wednesday (3-2), sfida durante la quale segna una doppietta. A settembre gioca anche la supercoppa inglese, segnando una rete nell'8-4 inflitto dai Red Devils allo Swindon Town. Conclude il 1912 con 5 reti in 40 incontri, riuscendo a ritornare in doppia cifra nel 1913, durante il quale mette a segno 12 realizzazioni. Il primo novembre 1913 ritorna a segnare due reti, contribuendo al successo sul Liverpool per 3-0. Wall non segnava una doppietta dal primo ottobre del 1910, più di tre anni fa, quando ne realizzò una allo Sheffield Wednesday. Nella stessa stagione è protagonista della sfida contro il WBA (1-0), segnando il gol decisivo. Il 24 ottobre 1914, contro l'Everton, segna la sua centesima rete con la maglia del Manchester United, incontro perso 4-2: questa è anche la sua ultima marcatura con i Red Devils. Dopo dieci stagioni a Manchester, totalizza 319 presenze e 100 gol in tutte le competizioni.
Dopo la prima guerra mondiale Wall, ormai trentaquattrenne, viene ceduto all'Oldham Athletic nel marzo del 1919 per £ 200. Nel biennio a Oldham segna 12 gol in 74 partite e in seguito vive brevi esperienze all'Hamilton Academical e al Rochdale, prima di concludere la carriera giocando con squadre minori.

### Nazionale
Debutta in Nazionale il 18 marzo 1907 contro la Nazionale gallese (1-1). Il 3 aprile 1909 si rende protagonista della sfida contro la Scozia (2-0) firmando una doppietta.

## Palmarès

### Club

#### Competizioni nazionali
- Campionato inglese: 3

Manchester United: 1907-1908, 1910-1911
- Charity Shield: 2

Manchester United: 1908, 1911
- Coppa d'Inghilterra: 2

Manchester United: 1908-1909